# Yasoda tripunctata
Yasoda tripunctata är en fjärilsart som beskrevs av William Chapman Hewitson 1863. Yasoda tripunctata ingår i släktet Yasoda och familjen juvelvingar. Inga underarter finns listade i Catalogue of Life.

## Bildgalleri

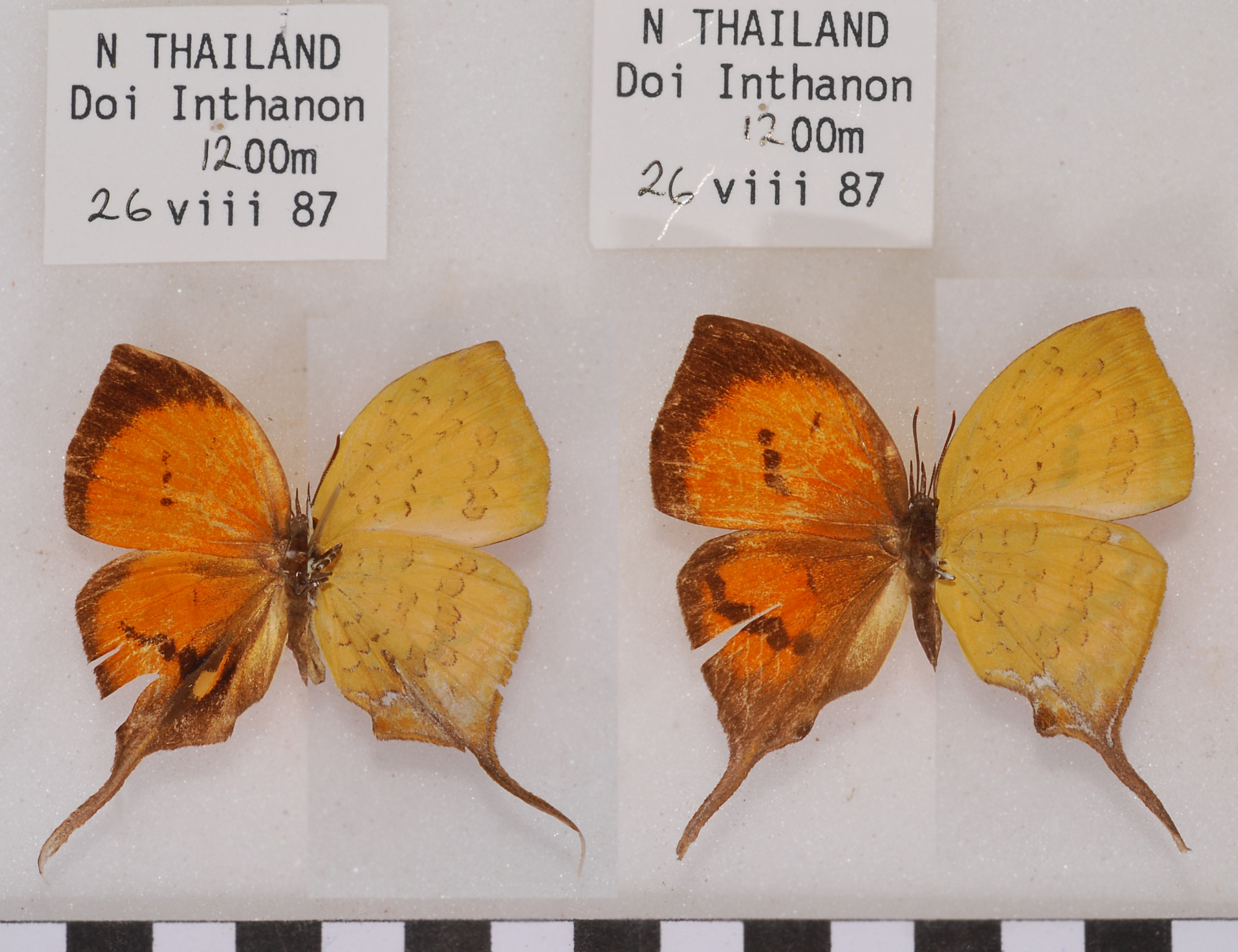
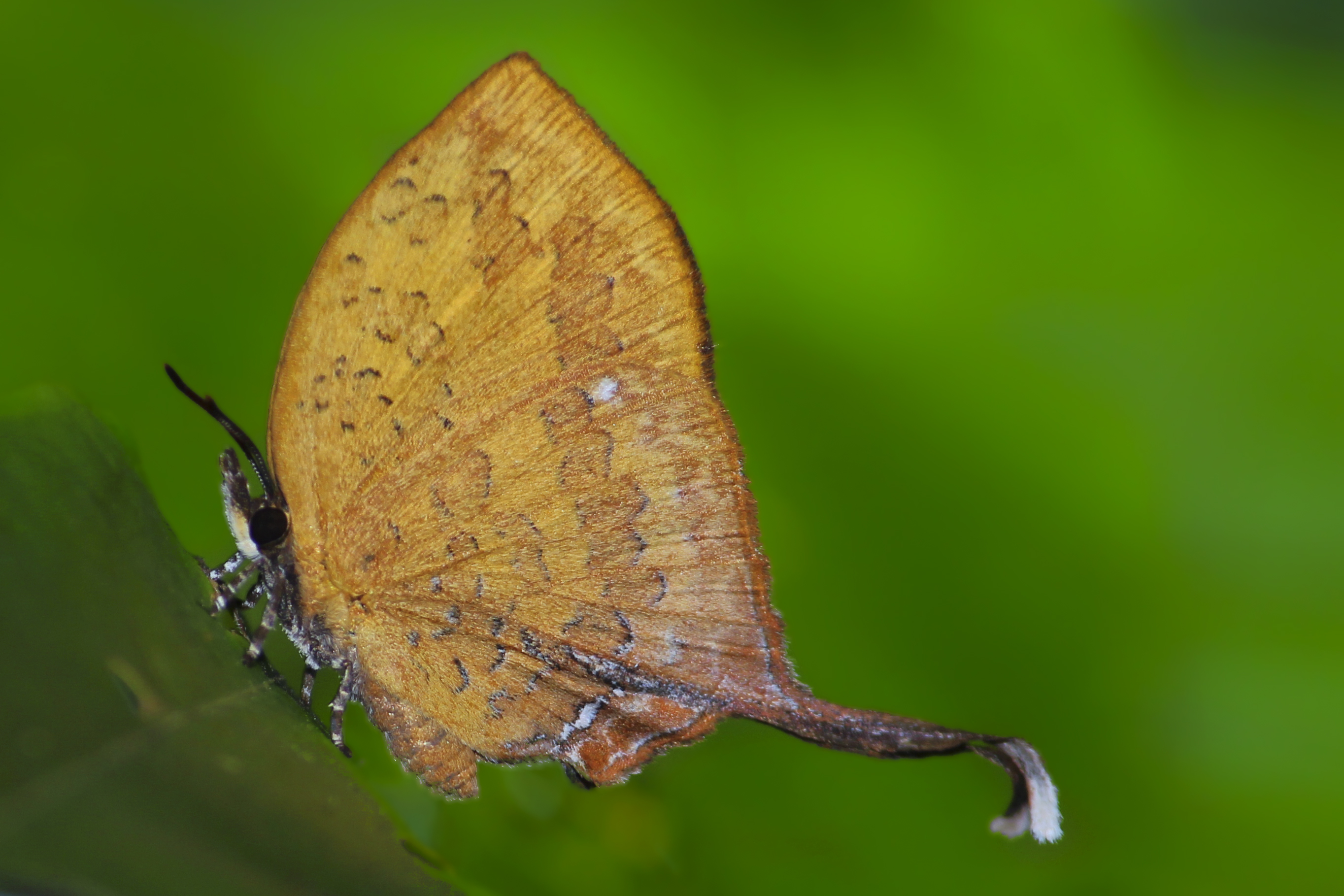